# كبوتري (أبو الفارس)
كبوتري (بالفارسية: کبوتری) هي منطقة سكنية تقع في إيران في قسم أبو الفارس الريفي. يقدر عدد سكانها بـ 314 نسمة بحسب إحصاء 2016.